# Heliconius eleuchia
Heliconius eleuchia är en fjärilsart som beskrevs av William Chapman Hewitson 1854. Heliconius eleuchia ingår i släktet Heliconius och familjen praktfjärilar. Inga underarter finns listade i Catalogue of Life.

## Bildgalleri

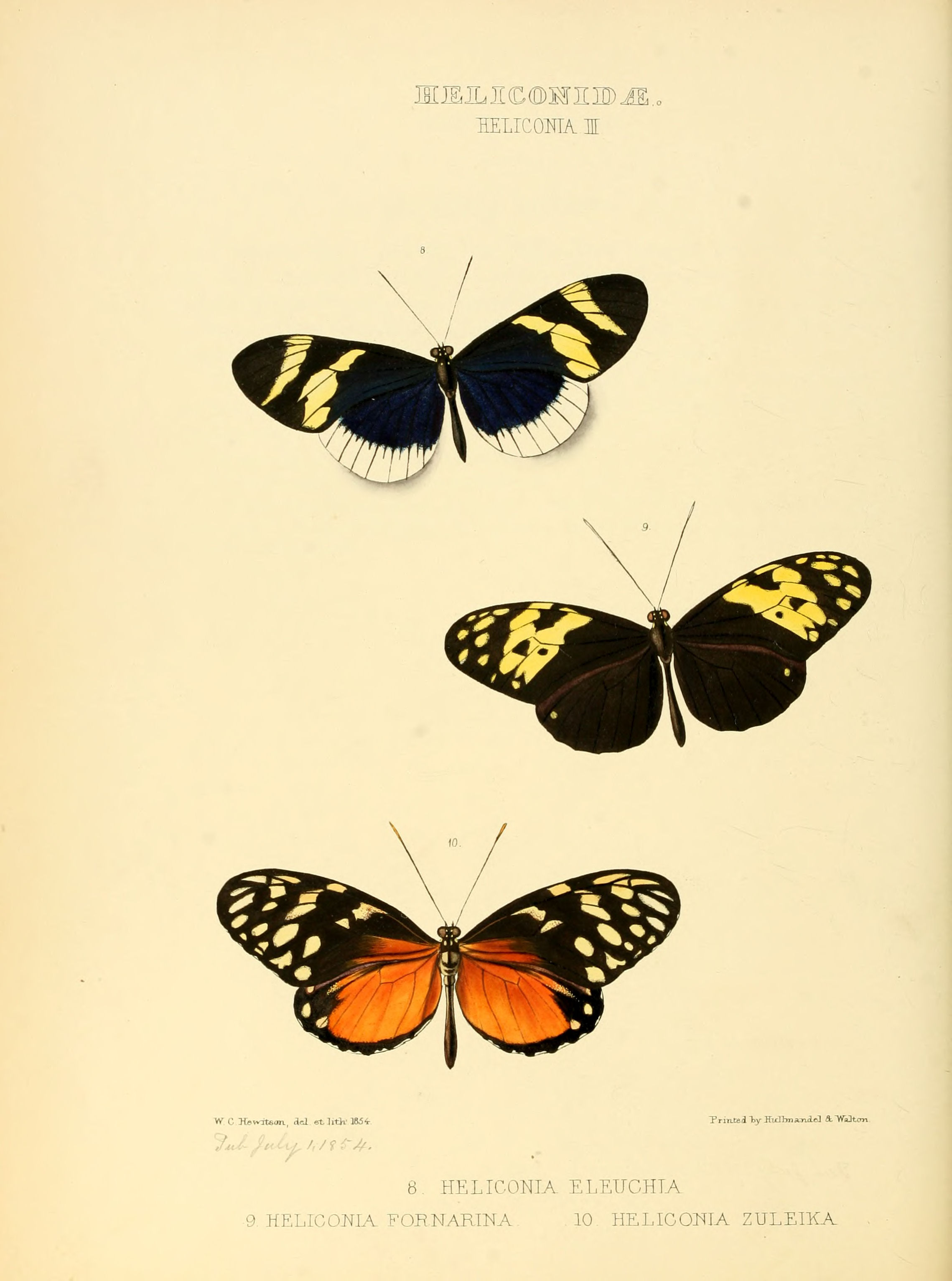